# ALZip
ALZIP，為韓國的ALTools系列中的一個軟體。支援多達36種格式的壓縮檔。
2012年8月22日，官方公告中指出「因資訊科技持續進步，ALTools系列 漸無法適用於變遷的環境，故自此釋出 ALZip、ALSee的註冊序號，供大家免費使用。」(該序號無法在韓國與日本使用)